# شاخص جهانی امنیت غذایی
شاخص جهانی امنیت غذایی (به انگلیسی: Food security Global Index) نام یک شاخص برای سنجیدن میزان توانایی یک کشور برای فراهم کردن غذا و خوراک برای شهروندان خود است. این شاخص سه عامل بنادین توانایی تهیۀ غذا (Affordability)، در درسترس بودن غذا (Availablity) و کیفیت مواد غذایی را (Quality) در صد و سیزده کشور مورد بررسی قرار می‌دهد.

## تعریف کلی
شاخص امنیت غذایی یک مدل معیار؛ کمی یا کیفی پویا است. این شاخص نخست امنیت غذایی را به‌طور جامع و کامل با بررسی کردن سه معیار که به‌طور جهانی پذیرفته شده و قابل قبول هستند مورد مطالعه قرار می‌دهد، و فراتر از گرسنگی همچنین عوامل بنیادین در امنیت غذایی را نیز بررسی می‌کند. برای افزایش مرتبط بودن مطالعه، شاخص فاکتورهای معینی را در فواصل سه‌ماهه برای نوسانات قیمت خوراکی و غذا به کار می‌گیرد تا ریسک‌ها و خطرهایی که کشورها در دوره‌های سالیانه ممکن است با آن روبرو شوند را پیشبینی و بررسی کند.
اطلاعاتی که از واحد Economist Intelligence در سال ۲۰۱۶ در مورد شاخص امنیت جهانی غذا بدست آمده‌است نشان می‌دهد که امنیت غذایی در بیش از سه چهارم کشورهای پوشش داده شده (در بین ۱۱۳ کشور) در پنج سال گذشته رشد و توسعه داشته‌است. این رشد مثبت به مقدار زیادی به دلیل افزایش درآمد و بهبودی وضع اقتصاد جهانی بوده‌است. پایین آمدن هزینه‌های غذا نیز اثر خوبی بر امنیت غذایی گذاشته‌است. اثر سیاست‌های امنیت غذایی به گونه‌ای گسترده و جهانی در بازارها نهادینه شده‌است. اما خطرات دگرگونی آب و هوا و اقلیم و همچنین سیاست‌های مخاطره‌آمیز برخی دولت‌ها در بازار، هزینه غذا و دسترسی به غذا در معرض خطر قرار می‌دهد
امنیت جهانی غذا به بهبود خود ادامه می‌دهد، و گرسنگی کاهش یافته‌است. سازمان غذا و کشاورزی در سازمان ملل متحد تخمین می‌زند که افرادی که سوءتغذیه دارند ۱۷۶ میلیون نفر کاهش داشته، اما هنوز هشتصد میلیون نفر یعنی چیزی حدود یک نهم مردم هنوز گرسنه هستند، و امنیت غذایی یکی از چالش‌های بنیادی جهانی در آینده باقی خواهد ماند.